# 夢みる頃を過ぎても (八神純子のアルバム)
『夢みる頃を過ぎても』（ゆめみるころをすぎても）は、1982年2月5日に発売された八神純子の4作目のオリジナルアルバム。シングル曲「I'm A Woman」を含む全10曲を収録する。

## 概要
プロデューサーに初めて松任谷正隆を起用し、しっとりとした曲調でシティ・ポップ路線に舵を切った作品。オリジナル・アルバムとしては『Mr.メトロポリス』以来約2年ぶりに発表された。ジャケットデザインも曲の雰囲気に合わせ、セピア基調でまとめたシックな写真となっている。撮影は田村仁が担当している。

## 収録曲

### LP・CT

#### Side A
1. 夢みる頃を過ぎても (4分39秒)
作詞：八神純子・川村ひさし、作曲：八神純子、編曲：松任谷正隆
2. シークレット･ラブ (4分35秒)
作詞：八神純子・竜真知子、作曲・編曲：後藤次利
3. 白い花束 (4分23秒)
作詞・作曲：八神純子、編曲：大村雅朗
4. 金曜日の夜 (4分2秒)
作詞・作曲：八神純子、編曲：松任谷正隆
5. 一年前の恋人 (4分24秒)
作詞・作曲：八神純子、編曲：松任谷正隆

#### Side B
1. ナイス・メモリーズ (5分45秒)
作詞・作曲・編曲：原田真二
2. B・G・M (2分44秒)
作詞：八神純子、作曲：城山清一、編曲：戸塚修
3. I'm A Woman (4分15秒)(Albumu Ver.)
作詞：阿里そのみ、作曲：八神純子、編曲：矢島賢
4. Fly Away (4分45秒)
作詞：八神純子・山川啓介、作曲：八神純子、編曲：大村雅朗
5. 二人だけ (5分3秒)
作詞：八神純子、作曲・編曲：大村雅朗

### CD
1. 夢みる頃を過ぎても
2. シークレット･ラブ
3. 白い花束
4. 金曜日の夜
5. 一年前の恋人
6. ナイス・メモリーズ
7. B・G・M
8. I'm A Woman(Albumu Ver.)
9. Fly Away
10. 二人だけ

## リリース日一覧
| 地域 | リリース日     | レーベル                   | 規格     | カタログ番号 | 備考                       |
| ---- | -------------- | -------------------------- | -------- | ------------ | -------------------------- |
| 日本 | 1982年2月5日   | ディスコメイトレコード     | 30cmLP   | DSF-8011     | STEREO                     |
| 日本 | 1982年2月5日   | ディスコメイトレコード     | カセット | DCF-1811     | STEREO                     |
| 日本 | 1982年2月5日   | ディスコメイトレコード     | カセット | DMF-3304     | STEREO, METAL TAPE         |
| 日本 | 1984年8月      | ディスコメイトレコード     | 12cmCD   | CDF-8        | STEREO                     |
| 日本 | 1989年12月21日 | NEC Avenue                 | 12cmCD   | N24C-39      | STEREO                     |
| 日本 | 1996年3月21日  | コンチネンタル             | 12cmCD   | TECN-15347   | STEREO                     |
| 日本 | 2005年9月25日  | デジタル・ダウンロード     | 12cmCD   | 75750775     | iTunes Store               |
| 日本 | 2007年11月21日 | ビクターエンタテインメント | 12cmCD   | VICL-62667   | 紙ジャケット               |
| 日本 | 2010年6月16日  | ビクターエンタテインメント | 12cmCD   | VICL-70090   | デジタルリマスター、SHM-CD |

## タイアップ
| 曲順 | 曲名        | タイアップ                               | 備考 |
| ---- | ----------- | ---------------------------------------- | ---- |
| B3   | I'm A Woman | YAMAHAスピーカー「NS-460」イメージソング |      |